# 밀집수비
밀집수비는 축구에서 골키퍼 혹은 한명의 공격수를 제외한 10명 혹은 9명의 필드플레이어가 자기 진영에 밀집하여 공격은 거의 포기한 채 오로지 득점 저지를 위해 수비만을 하는 전술이다.
득점이 적은 축구의 특성상 한 골만 넣어도 이길 수 있기 때문에 약팀들이 선제 득점을 올리고 이런 밀집수비를 하는 경우가 많으며 강팀이라도 중요한 경기에서는 승리를 지키기 위해 밀집수비를 하는 경우가 많다.
한팀이 밀집수비를 하면 아무리 강팀이라도 득점을 하기가 어렵고 이로 인해 득점이 안 나오기 때문에 축구를 재미없게 만드는 전술이라는 비판이 이어지고 있으며 
국내에서는 텐백 축구, 영어권에서는 Parking the bus(골대 앞에 버스 주차 혹은 버스 세우기의 의미) 등의 비하 별칭을 가지고 있다.

## 같이 보기
- 안티 풋볼